# Флористическое районирование
Флористи́ческое райони́рование — районирование поверхности Земли на соподчинённые регионы, отличающиеся особенностями флористического состава. Крупнейшими единицами флористического районирования являются царства, подцарства, области, подобласти, провинции, округа.
Английский ботаник Роналд Гуд (1896—1992) идентифицировал шесть флористических царств, позднее это деление уточнил и детализировал советский ботаник Армен Тахтаджян (1910—2009). В наиболее распространённой системе районирования Тахтаджяна выделяется 6 флористических царств и 35 областей:
1. Голарктическое царство
  - Бореальное подцарство

  1. Циркумбореальная область
  2. Восточноазиатская область
  3. Атлантическо-Североамериканская область
  4. Область Скалистых гор

  - Древнесредиземноморское подцарство

  1. Макаронезийская область
  2. Средиземноморская область
  3. Сахаро-Аравийская область
  4. Ирано-Туранская область

  - Мадреанское подцарство

  1. Мадреанская область
2. Палеотропическое царство
  - Африканское подцарство

  1. Гвинео-Конголезская область
  2. Судано-Замбезийская область
  3. Область Карру-Намиба
  4. Область островов Святой Елены и Вознесения

  - Мадагаскарское подцарство

  1. Мадагаскарская область (флористическая)

  - Индо-Малезийское подцарство

  1. Индийская область
  2. Индокитайская область
  3. Малезийская область
  4. Фиджийская область

  - Полинезийское подцарство

  1. Полинезийская область
  2. Гавайская область

  - Новокаледонское подцарство

  1. Новокаледонская область
3. Неотропическое царство
  1. Карибская область
  2. Область Гвианского нагорья
  3. Амазонская область
  4. Бразильская область
  5. Андийская область
4. Капское царство
  1. Капская область
5. Австралийское царство
  1. Северо-Восточноавстралийская область
  2. Юго-Западноавстралийская область
  3. Центральноавстралийская область
6. Голантарктическое царство
  1. Хуан-Фернандесская область
  2. Чилийско-Патагонская область
  3. Область субантарктических островов
  4. Новозеландская область